# Gratot
Gratot is een gemeente in het Franse departement Manche (regio Normandië) en telt 667 inwoners (2019). De plaats maakt deel uit van het arrondissement Coutances. De plaats is vooral bekend om haar kasteelruïne.

## Kasteel
Het kasteel van Gratot (Château de Gratot) ligt op vier kilometer van Coutances.  Het kasteel is omringd door een slotgracht die gevoed wordt door een bron (Source de la Fée). Het kasteel zelf werd in de loop van verschillende eeuwen en in verschillende bouwstijlen gebouwd. Er zijn torens uit de 13e en de 16e eeuw, een woning uit de 15e eeuw en een paviljoen uit de 17e eeuw. Het kasteel was tussen 1251 en 1771 onafgebroken in het bezit van de heren van Argouges. Sinds 1925 is het kasteel in privaat bezit van de familie Tiphaigne, die het deels restaureerde.

## Geografie
De oppervlakte van Gratot bedraagt 10,8 km², de bevolkingsdichtheid is 62 inwoners per km².
De onderstaande kaart toont de ligging van Gratot met de belangrijkste infrastructuur en aangrenzende gemeenten.

## Demografie
Onderstaande figuur toont het verloop van het inwonertal (bron: INSEE-tellingen).